# Canens e Arriaub
Canens e Arriu Aub (en francès Canenx-et-Réaut) és un municipi francès situat al departament de les Landes i a la regió de la Nova Aquitània.

## Demografia
| 1962                                       | 1968 | 1975 | 1982 | 1990 | 1999 | 2007 |
| ------------------------------------------ | ---- | ---- | ---- | ---- | ---- | ---- |
| 116                                        | 182  | 136  | 112  | 153  | 135  | 162  |
| Des de 1962: població sense dobles comptes |      |      |      |      |      |      |

## Administració
| Període   | Identitat             | Partit |
| --------- | --------------------- | ------ |
| 2001-2008 | Jean-Paul Walbott     |        |
| 2008-     | Jean-Michel Guillaume |        |